# Airton Ribeiro Santos
Airton Ribeiro Santos (* 21. Februar 1990 in Rio de Janeiro) ist ein brasilianischer Fußballspieler.

## Karriere

### In Vereinen
Airton begann seine Karriere 2007 in der Jugend von Nova Iguaçu FC und wechselte von da aus zu Mesquita FC. 2008 wechselte er dann zum Erstligisten Flamengo Rio de Janeiro, bei dem er seine Jugendkarriere beendete und zum Profikader vorstieß. Dort spielte er zwei Jahre als Stammspieler und gewann zwei Mal in Folge die Staatsmeisterschaft von Rio de Janeiro und 2009 die nationale Meisterschaft. Zur Wintertransferperiode in Europa wechselte der Brasilianer für eine Ablösesumme von 2,6 Millionen Euro zum Rekordmeister Portugals Benfica Lissabon.
Zur Saison 2011 wechselte Airton auf Leihbasis zurück zu Flamengo. Der Kontrakt galt ursprünglich bis zum Ende der Saison 2011, wurde jedoch im Mai 2012 um ein Jahr verlängert. Am 1. März 2013 wechselte Airton auf Leihbasis bis zum Saisonende zum Internacional Porto Alegre. Im Anschluss kehrte Airton nicht zu Benfica zurück, sondern wurde weiterhin ausgeliehen. Seine nächste Station wurde der Botafogo FR aus Rio de Janeiro. Nachdem sein Vertrag mit Benfica im Mai 2015 ausgelaufen war, wurde Airton im September 2015 von Botafogo fest übernommen. Anfang 2018 ging er ablösefrei zum Lokalrivalen Fluminense Rio de Janeiro. Nach zwei Spielzeiten ging Airton 2020 zum unterklassigen Amazonas FC. Noch im selben Jahr wechselte er erst nach Zypern zum Ermis Aradippou und dann zum Erbil SC in den Irak.

## Erfolge
Flamengo Rio de Janeiro
- Taça Guanabara: 2008
- Staatsmeisterschaft von Rio de Janeiro: 2008, 2009
- Taça Rio: 2009
- Campeonato Brasileiro de Futebol: 2009

Benfica Lissabon
- Portugiesische Meisterschaft: 2010
- Taça da Liga: 2009/10, 2010/2011

SC Internacional
- Staatsmeisterschaft von Rio Grande do Sul: 2013

Botafogo FR
- Taça Guanabara: 2015
- Brasilianischer Meister Série B: 2015

Fluminense
- Taça Rio: 2018